# Peterhof (Novgorod)
 (juin 2018).

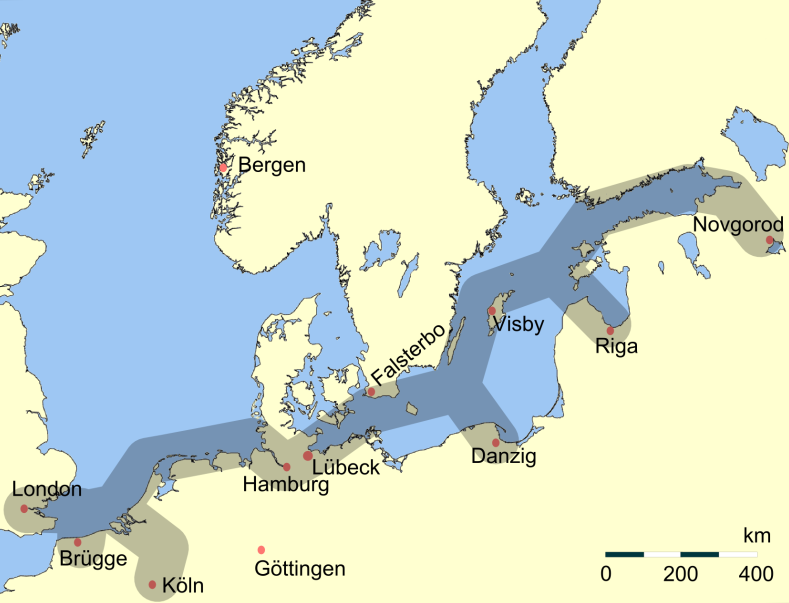
Les principales routes maritimes de la Hanse en Europe du nord.

Le Peterhof (en latin curia sancti Petri) ou Kontor de Novgorod, situé en Russie à Novgorod, était l'un des quatre comptoirs hanséatiques au Moyen Âge tardif.

## Situation

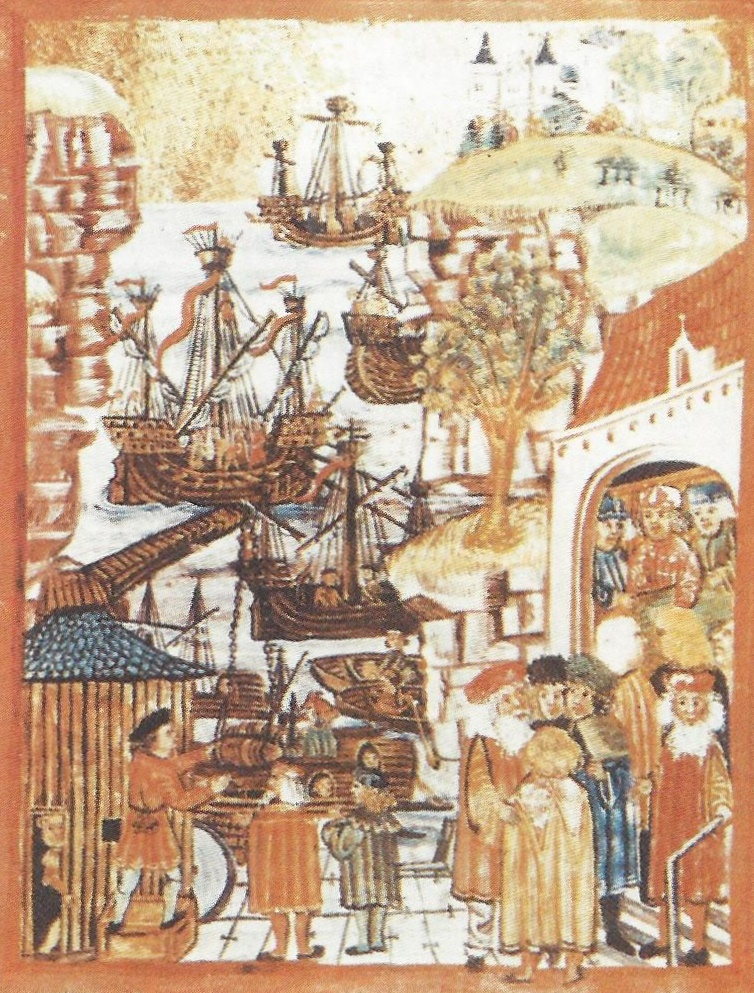
Le Peterhof, impression du XIVe siècle.

Il s'agit du comptoir situé le plus à l'est dont dispose la Ligue hanséatique. Au milieu du XIIIe siècle, il est au départ sous l'influence de la compagnie des marchands de l'île de Gotland. Il est régi par le Schra, un ensemble de règles écrites juridiques et commerciales qui définissent le fonctionnement du comptoir. Le comptoir est un quartier enclos par des palissades au sein de la ville de Novgorod qui ne comporte qu'une seul porte comme point d'accès. En son centre se trouve, bâtie en pierres, l'église Saint-Pierre, dont la fonction pour les 200 marchands et leurs compagnons présents dans le comptoir, va au-delà de l'aspect religieux. Ainsi, l'église est en même temps un lieu de réunion, un lieu de dépôt pour les actes des transactions, et la trésorerie du comptoir. Le comptoir de Novgorod est le seul comptoir qui n'est pas situé dans un port maritime, on y accède depuis le golfe de Finlande en passant par la Neva, le lac Ladoga et la Volkhov. Pour cela, les marchandises sont transbordées sur des bateaux à fond plat. Le voyage étant difficile et épuisant, les marchands ont l'habitude d'y résider tout l'été ou tout l'hiver. Il n'y a pas de résident permanent comme dans les trois autres entrepôts, le Kontor de Londres, le Bryggen à Bergen ou celui de Bruges. La trésorerie, en cas d'absence des hanséatiques, est conservée à la cathédrale de Visby sur l'île de Gotland.

## Fonctionnement

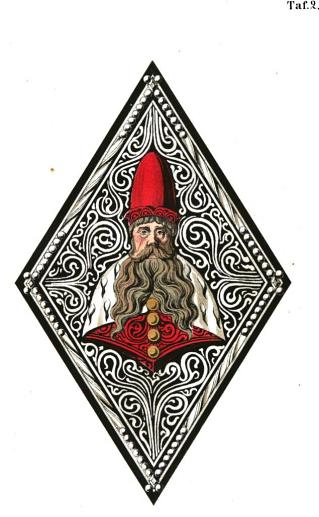
Armoiries des marchands de Novgorod, gravure sur métal de 1867, d'après un dessin d'un écusson sculpté par Benedikt Dreyer en 1527.

La communauté vit sous la houlette d'un Oldermann dont les pouvoirs en raison de l'éloignement géographique sont sensiblement plus étendus que dans les autres comptoirs. D'abord situé à Visby, le contrôle sur le comptoir est exercé à partir de 1293 par la Haute Cour de Lübeck. Après un blocage des échanges avec la Russie par la Ligue hanséatique, le maire de Lübeck Johann Niebur redéfinit les accords commerciaux. Avec l'essor des villes hanséatiques de Livonie au XVe siècle, Lübeck perd peu à peu sa suprématie. Les luttes de pouvoir à l'époque montrent l'importance économique du comptoir de Novgorod situé à l'extrémité orientale de la chaîne commerciale de la Hanse où les marchandises en provenance de la Flandre et de Londres (ex. : des toiles) sont négociées contre des matières premières russes. En 1494, le tsar Ivan III ordonne la fermeture et la destruction du comptoir. Le commerce de la Hanse, en particulier de Lübeck, se déplace alors vers Pskov et Narva. Il ne subsiste dans l'actuel Novgorod aucune trace des bâtiments du comptoir.
Des sculptures à l'église Saint-Nicolas à Stralsund sont une des rares représentations du commerce avec la Russie à l'époque hanséatique.

## Sources
- Norbert Angermann, Klaus Friedland (Hg.) : Nowgorod. Markt und Kontor der Hanse. Böhlau Verlag 2002,  (ISBN 3-412-13701-4).
- Elena A. Rybina : Inozemnye dvory v Novgorode [Les étrangers, les Fermes de Novgorod], Moskva, 1986.
- Jelena A. Rybina : Torgovlja srednevekovogo Novgoroda. Istoriko-archeologičeskie očerki, Velikij Novgorod 2001.
- Philippe Dollinger : Die Hanse.  (ISBN 3-520-37102-2)
- Antjekathrin Graßmann : Lübeckische Geschichte.  (ISBN 3-7950-3203-2)